# Kostel svatého Josefa (Krásná Lípa)
Kostel svatého Josefa je římskokatolický, v minulosti farní kostel v Krásné Lípě, místní části Šindelové v okrese Sokolov v Karlovarském kraji. Od roku 1963 je spolu s ohradní zdí chráněn jako kulturní památka České republiky.

## Historie
V nejstarších dobách docházeli obyvatelé Krásné Lípy na bohoslužby a církevní obřady do Jindřichovic. V té době ovšem byl kostel v Jindřichovicích filiálním, farním se stal až roku 1627. Přibližně od poloviny 16. století již stávala v Krásné Lípě kaple a při ní hřbitov. Jednoduchá kaple byla před reformací zasvěcena Nejsvětější Trojici. Později byla přestavěna na dřevěný barokní kostelík, jehož existenci dokládají zápisy z roku 1731, týkající se oprav varhan. To již byla zasvěcena svatému Josefovi. Každou třetí neděli v měsíci zde měl kázání a mši jindřichovický farář. Farním kostelem se stal kostelík roku 1784 nebo 1785, kdy zde byla zřízena fara.
Roku 1811 byla dřevěná stavba stržena a na svátek sv. Václava roku 1813 se konala mše již v novém zděném kostele. Po druhé světové válce kostel chátral a jeho stav je velmi špatný, kostel je však zabezpečen.

## Architektura
Kostel je jednoduchá orientovaná empírová stavba s obdélnou lodí a rozložitým presbytářem s polygonálním závěrem. Při jižní straně se nachází mohutná hranolová věž vystupující z půdorysu lodě. Sakristie v přízemí je zakončená jehlanovitou střechou. Vnější stěny kostela jsou hladké, velká okna jsou zakončena segmentově a půlkruhově. Těsně za budovou kostela se ve svahu rozkládá hřbitov, ohrazený zděnou, omítanou zídkou, shora překrytou kamennými deskami.

## Interiér
Interiér je plochostropý, loď je kryta stropem na fabionu, dřevěná tříramenná kruchta s balustrádou je nesena několika sloupy, triumfální oblouk je půlkruhový.
Dobové fotografie potvrzují, že zařízení kostela doznalo mnoha změn. Roku 1932 je v oltáři na evangelní straně socha Madony s dítětem, v oltáři na epištolní straně je sv.  Jan Nepomucký. Některé ze soch původního zařízení byly v padesátých letech 20. století zničeny opilcem, který se vloupal do kostela. Ten poničil rovněž plátno se sv. Josefem. Novodobá kompozice je proto poněkud odlišná. Do postranního oltáře Neposkvrněného početí byla umístěna socha Panny Marie a do oltáře Srdce Páně socha Ježíše. Sochy pocházejí z 19. století. Z konce 18. století pochází rokoková kazatelna. Přibližně ze stejného období jsou rovněž luisézní varhany. V inventáři bývala kdysi dřevěná barokní řezba Panny Marie a zajímavý dřevěný krucifix z 19. století, na poprsnici kruchty byla rokoková křížová cesta.
Pozdně barokní oltář z konce 18. století s antikizujícími architektonickými doplňky a s nástavcem má v retabulu plátno, olejomalbu se sv. Josefem, nejspíše z první poloviny 19. století. Postranní branky s novými sochami byly přidány k hlavnímu oltáři dodatečně.